# Peleteria valida
Peleteria valida là một loài ruồi trong họ Tachinidae.